# Werkvertrag
Ein Werkvertrag ist ein Typ privatrechtlicher Verträge über den gegenseitigen Austausch von Leistungen, bei dem sich ein Teil verpflichtet, ein Werk gegen Zahlung einer Vergütung (Werklohn) durch den anderen Vertragsteil (Besteller) herzustellen. Der Werkunternehmer ist dabei derjenige, der das Werk erstellt. In Abgrenzung zum Dienstvertrag wird nicht (nur) die Leistung, sondern auch und gerade der Erfolg (Werkerfolg) einer Leistung geschuldet.

## Rechtslage in den einzelnen Ländern
- Werkvertrag (Deutschland)
- Werkvertrag (Österreich)
- Werkvertrag (Schweiz)